# Weilburger
Der  Weilburger, eine Sorte des Kulturapfels (Malus domestica), wurde 1799 zuerst von Adrian Diel beschrieben. Der in die Familie der Borsdorfer gehörige Apfel fällt auf durch die lange Haltbarkeit und den gleichbleibenden Geschmack, ohne dabei zu welken. Die Sorte wird als Tafel- und Wirtschaftsapfel verwendet.

## Herkunft und Verbreitung
Die ältesten Abbildungen veröffentlichte J. von Aehrenthal im Jahr 1833 in dem pomologischen Werk „Deutschlands Kernobstsorten“.
Danach wird diese Sorte im Jahr 1875 im „Illustrirten Handbuch der Obstkunde“ vorgestellt. Oberdieck, Lucas und Jahn vermuten dort, dass die Sorte ein Zufallssämling sei und dass der Name von dem Ort Weilburg (an der Lahn) abstamme, möglicherweise dem Ort der Auffindung oder daher, dass sie in diesem Gebiet verbreitet angebaut wurde. 1889 wird die Sorte von Engelbrecht in dem Werk „Deutschlands Apfelsorten“ aufgeführt. Abbildungen und Schnittzeichnungen der Sorte werden von Eneroth auch 1896 im  „Handbuch der Schwedischen Pomologie“ präsentiert.
Der Weilburger Apfel wurde zwischenzeitlich viele Jahrzehnte weder neu angepflanzt noch in neueren obstkundlichen Werken erwähnt. Im Jahr 2009 wurde durch einen Suchaufruf des Pomologen-Vereins in der Lokalpresse die Sorte wieder aufgefunden. Nur noch ein Baum in der Gemarkung Hünfelden konnte noch gefunden werden. Mittlerweile wurden von diesem Baum Reisern gewonnen und neue Bäume angezogen.
Der Weilburger Apfel wurde durch die Landesgruppe Hessen des Pomologen-Vereins zur Hessische Lokalsorte des Jahres 2016 gewählt.
Genetische Untersuchungen weisen darauf hin, dass es sich um einen Abkömmling des echten Edelborsdorfers handeln könnte.

## Fruchtbeschreibung

### Fruchtform
Die Form der Frucht ist flachrund, in Richtung des Stieles mäßig bauchig, bei kleiner bis mittlerer Größe. Der Fruchtquerschnitt ist unregelmäßig rund und zeigt drei bis fünf schwach ausgeprägte Kanten.

### Beschaffenheit der Schale
Die Schale ist glatt, geschmeidig und etwas glänzend, mit einer hellgelb bis strohgelb werdenden Grundfarbe, welche auf der Sonnenseite ein verwaschenes Hellrot zeigt. Es finden sich zahlreiche Schalenpunkte. Diese sind – teils auf der Sonnenseite – rot umhöft.

### Kelchgrube
Von der Kelchseite her, zeigt sich die Kelchgrube leicht eingesenkt, mit flachen Wülsten, die in schwache Kanten übergehen. Es zeigen sich sortentypische Rostfiguren oder ein schuppiger Rostanflug. Der Kelch selbst ist mittelgroß und geschlossen bis halboffen. Die sich am Grunde berührenden Kelchblätter sind mäßig lang und nach innen geneigt. Ihre Spitzen sind nach außen gebogen.

### Stielgrube
Auf der Stielseite findet sich die mitteltiefe, relativ weite Stielgrube, die uneben bis leicht wulstig ist. Die Stielgrube ist feinstrahlig bis schuppig berostet. Der mitteldicke, holzig-braune Stiel ist kurz bis mittellang und reicht nicht über den Rand hinaus.

## Baumbeschreibung

### Standort und Anfälligkeit
Die Sorte ist robust, widerstandsfähig und ausreichend frosthart; windoffene Lagen sind jedoch zu bevorzugen.

### Wuchs und Pflege
Der Weilburger zeigt auf geradem Stamm eine hochwachsende und gut verzweigte Krone. Sich gut verzweigende und lange Triebe ermöglichen eine gute Fruchtholzbildung.

### Reife und Ertrag
Die Äpfel gelten als Wintersorte, sie reifen Mitte Oktober und sind ohne Qualitätsverlust bis April verwendbar. Der Weilburger bildet frühzeitige, reichliche Erträge und fruchtet regelmäßig.